# Szynka

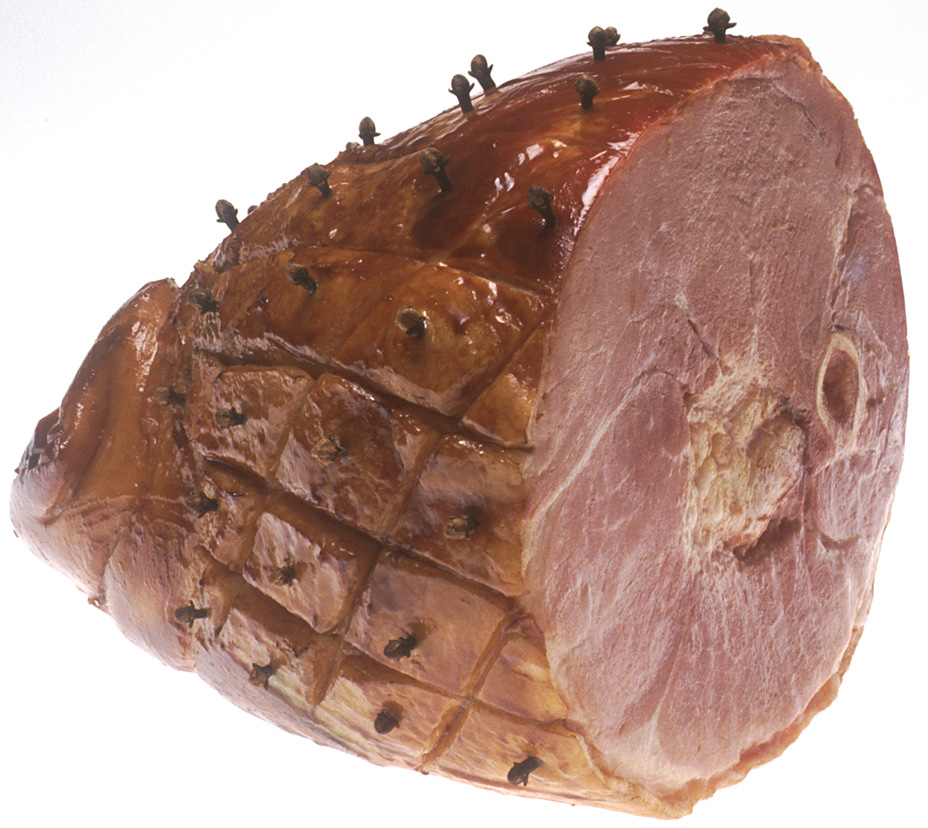
Szynka z goździkami

Szynka – wyrób mięsny z tuszy wieprzowej, schłodzony lub mrożony z kością lub bez. Barwa mięśni może być jasnoróżowa do czerwonej, dopuszcza się zmatowienia. Barwa tłuszczu – biała z odcieniem kremowym lub lekko różowym, w przypadku mięsa i tłuszczu mrożonego dopuszcza się nieznaczne zszarzenie barwy na powierzchni. Zapach swoisty charakterystyczny dla mięsa świeżego wieprzowego bez oznak zaparzenia i rozpoczynającego się psucia, niedopuszczalny zapach płciowy.
Odcięta z tylnej półtuszy bez nogi i golonki; golonka odcięta na wysokości 1/3 kości goleni (licząc w dół od stawu kolanowego), przepołowione kręgi kości krzyżowej oraz fałd tłuszczu pachowego wycięty. Tłuszcz z zewnętrznej powierzchni szynki powinien być zdjęty, aczkolwiek dopuszcza się pozostawienie warstwy tłuszczu do grubości 2 cm. W skład szynki wchodzą: kości miednicy (kulszowa, łonowa, biodrowa), kość udowa z rzepką, 1/3 kości goleniowych (strzałkowej i piszczelowej), przepołowiony kręg kości krzyżowej oraz mięśnie: półbłoniasty, czworogłowy, dwugłowy, półścięgnisty, pośladkowy oraz brzuchaty.
Zwykle ten termin jest ograniczony do mięsa ze świni lub dzika.
Szynka może być konserwowana na sucho lub na mokro. Do konserwowania na sucho wykorzystuje się zwykle mieszaninę soli i innych substancji chemicznych (jak np. saletra lub nitryt), po czym się ją suszy. Szynka zakonserwowana na sucho potrzebuje pewnego czasu na proces rehydratyzacji przed spożyciem. Do konserwowania na mokro wykorzystuje się solankę wprowadzaną przez zanurzenie lub wstrzyknięcie.
Z szynki często wytwarza się inne produkty spożywcze, jak np. szynka wędzona.

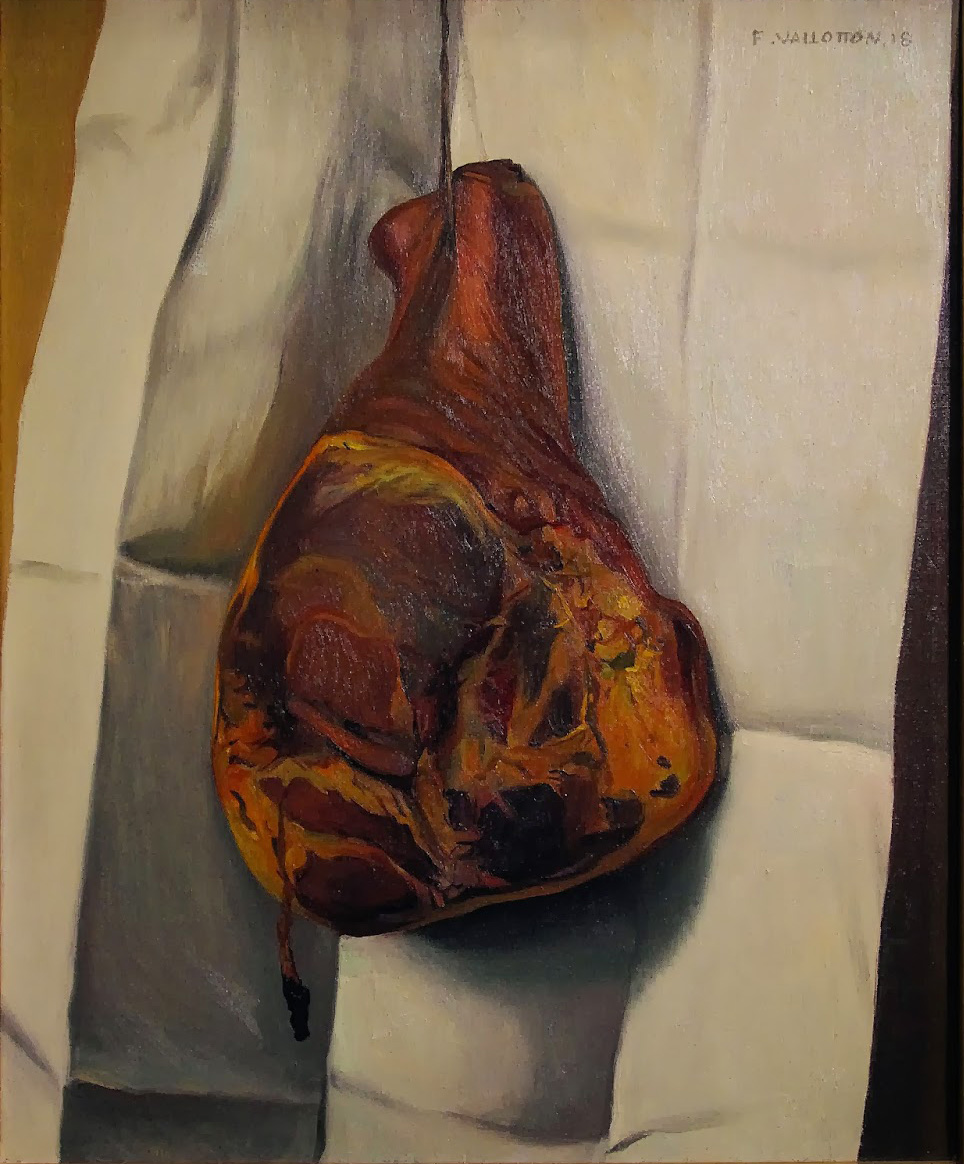
Le jambon (Félix Vallotton, 1918)
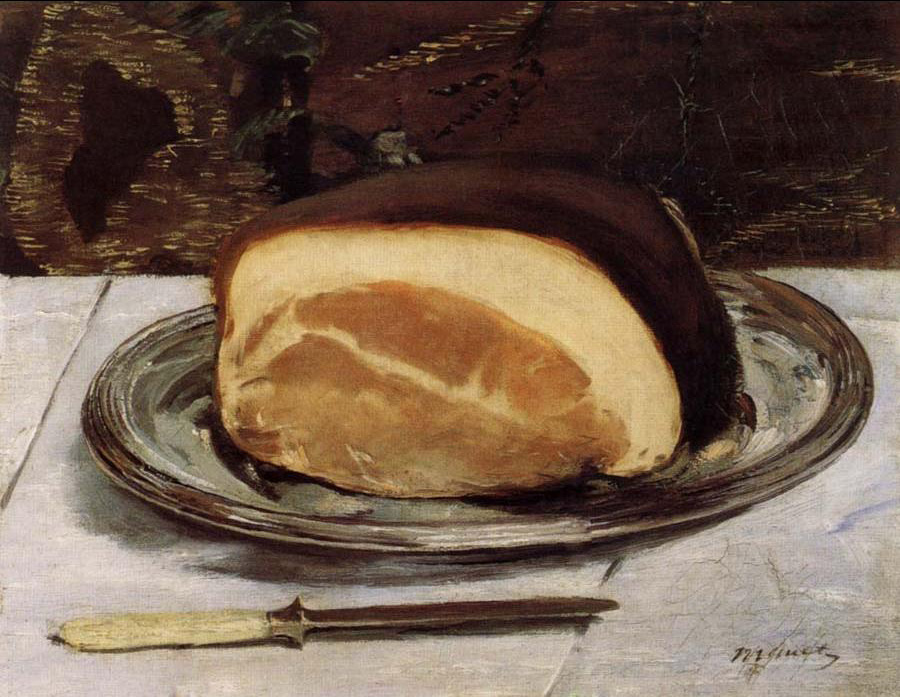
Le jambon (Édouard Manet, c. 1875)
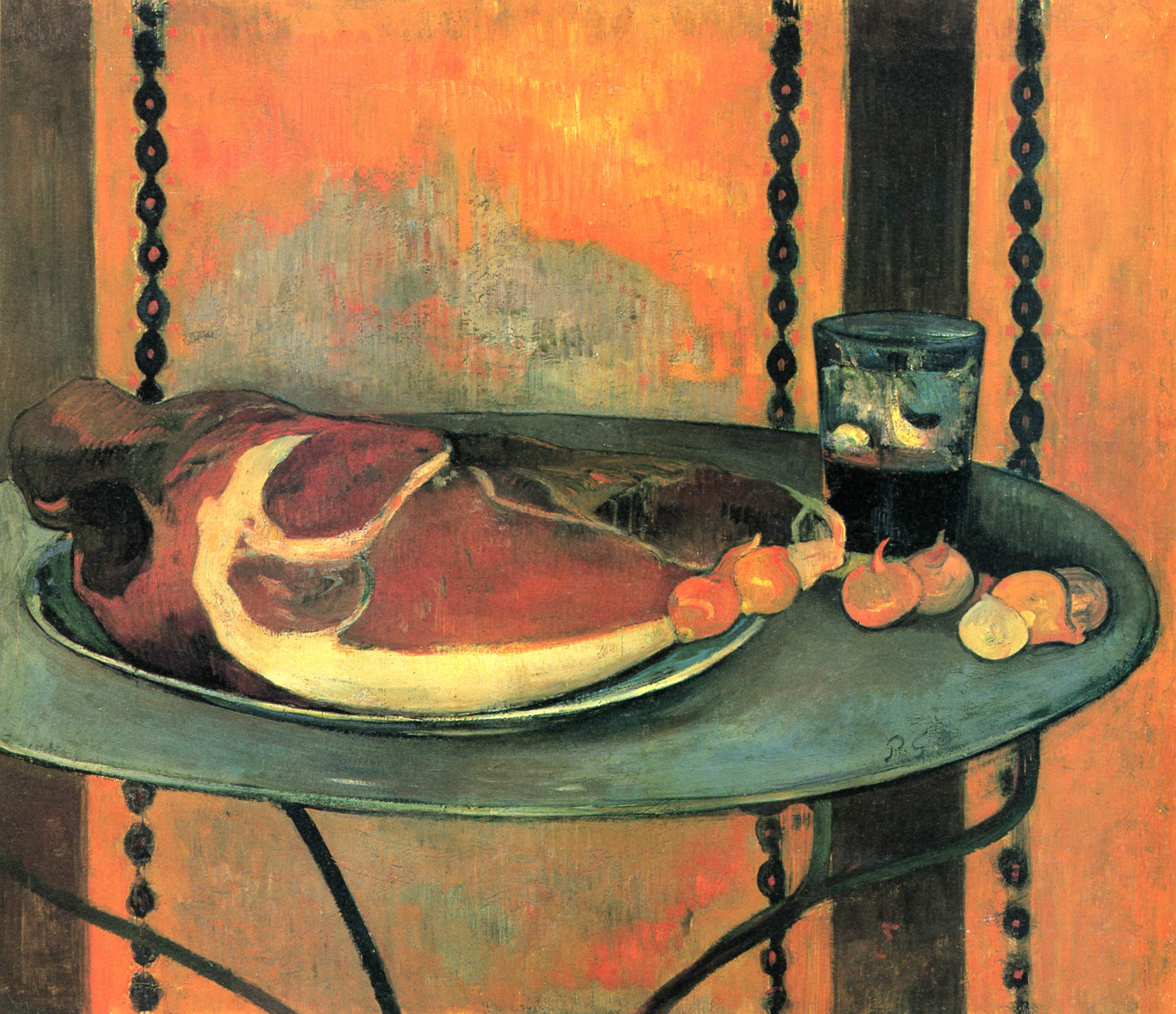
Le jambon (Paul Gauguin, 1889)